# Aulonium bicolor
Aulonium bicolor is een keversoort uit de familie somberkevers (Zopheridae). De wetenschappelijke naam van de soort werd in 1797 gepubliceerd door Johann Friedrich Wilhelm Herbst.